# اجنيسزكا تشيلينسكا
أغنيسسكا تشيلينسكا مغنية بولندية وممثلة وكاتبة وشخصية تلفزيونية.